# Čert a Káča

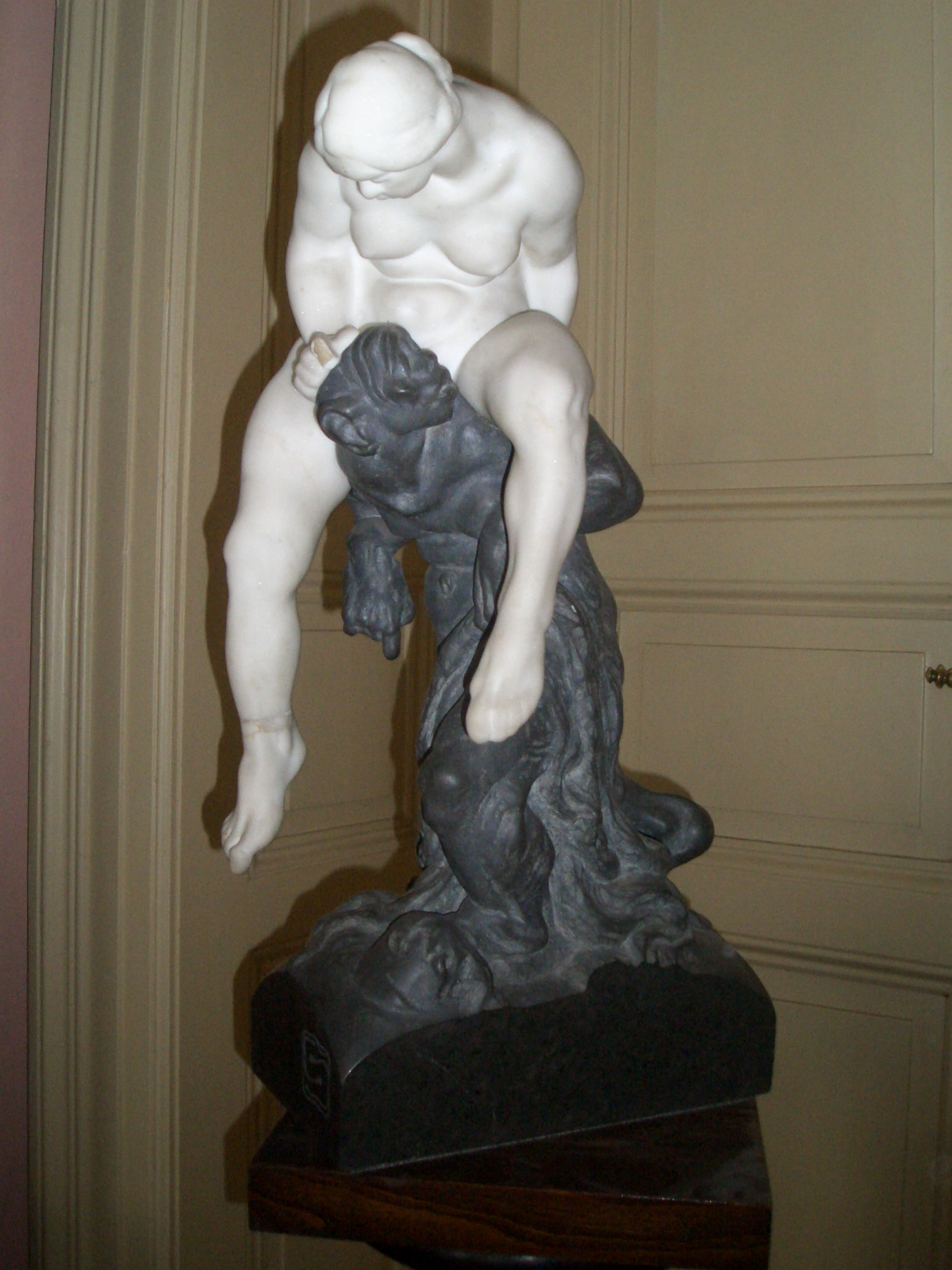
Ladislav Šaloun: Čert a Káča (ve sbírce Moravské galerie v Brně)

Čert a Káča je pohádka Boženy Němcové. Poprvé vyšla roku 1846 ve třetím svazku knihy Národní báchorky a pověsti(vydal Jaroslav Pospíšil).

## Děj
Děj vypráví příběh o tom, kterak hloupý čert zamění ve světě dvě osoby, které má za úkol dopravit do pekla. Namísto zlé kněžny přinese do pekla hubatou a prostořekou venkovskou ženu Káču. Ta v pekle ztropí povyk, čert je donucen Káču vrátit zpět na svět. Zde se jí ujme Jíra, který čertovi pomůže najít a odnést správnou osobu – paní kněžnu.

## Filmové adaptace
- Čert a Káča (film, 1955) – česká animovaná pohádka Václava Bedřicha z roku 1955[3]
- Čert a Káča (film, 1970) – česká televizní pohádka režisérky Libuše Koutné z roku 1970. V hlavní roli Ladislav Trojan a Jiřina Bohdalová[4]

## Hudba
- Čert a Káča (opera) – hudební dílo Antonína Dvořáka a Adolfa Weniga